# Oscar Holthe
Oscar Holthe war ein norwegischer Eiskunstläufer, der im Einzellauf startete.
Erstmals trat Holthe bei der Weltmeisterschaft 1897 in Stockholm in Erscheinung. Er belegte dort den sechsten und letzten Platz. Es sollte seine einzige Weltmeisterschaftsteilnahme bleiben. Erfolgreicher war er bei seinen beiden Europameisterschaftsteilnahmen. 1898 in Trondheim gewann er die Bronzemedaille hinter Ulrich Salchow und seinem Landsmann Johan Lefstad. 1900 in Berlin konnte er Lefstad bezwingen und gewann erneut Bronze, diesmal hinter Salchow und Gustav Hügel. Holthe nahm danach nur noch an nationalen Meisterschaften teil. Diese gewann er in den Jahren 1901 bis 1903 und 1905 bis 1906. Später trainierte er Sonja Henie.

## Ergebnisse
| Wettbewerb / Jahr           | 1897 | 1898 | 1899 | 1900 | 1901 | 1902 | 1903 | 1904 | 1905 | 1906 |
| --------------------------- | ---- | ---- | ---- | ---- | ---- | ---- | ---- | ---- | ---- | ---- |
| Weltmeisterschaften         | 6.   |      |      |      |      |      |      |      |      |      |
| Europameisterschaften       |      | 3.   |      | 3.   |      |      |      |      |      |      |
| Norwegische Meisterschaften |      |      |      |      | 1.   | 1.   | 1.   |      | 1.   | 1.   |

| Personendaten    | Personendaten               |
| ---------------- | --------------------------- |
| NAME             | Holthe, Oscar               |
| KURZBESCHREIBUNG | norwegischer Eiskunstläufer |
| GEBURTSDATUM     | 19. Jahrhundert             |
| STERBEDATUM      | 20. Jahrhundert             |